# Вірджинія Ледоєн
Вірджинія Фернандес, акторський псевдонім Ледоєн (фр. Virginie Ledoyen; *15 листопада 1976, Обервіль, Франція)  — французька акторка та модель.

## Життєпис
Народилася в сім'ї бізнесменів, Бернарда Франсіса та Ольги, які займались готельним і ресторанним бізнесом. Бабуся і дідусь по батьківській лінії були іспанцями.
29 вересня 2001 народила доньку Лілу. 20 вересня 2007 одружилася з режисером Яном Роджерсом. Невдовзі розлучилася.

## Кар'єра
Почала зніматися у рекламних роликах ще у 3-річному віці. З 1983 вивчала драматичне мистецтво у дитячій студії при Паризькій драматичній школі. З 1987-го виступала на театральній сцені в дитячих ролях. В 11 років виконала першу роль у кіно, у стрічці «Подвиги молодого Дон Жуана». Першу велику роль зіграла в 13 років у фільмі Філумена Еспозіто «Міма» (Mima).
Акторське псевдо взяла на честь бабусі, акторки Жермен Ледоєн (Germaine Ledoyen).
У 1993 році в дуеті з Марчелло Мастроянні зіграла у фільмі Крістіана де Шалонжа «Злодюжка».
Справжній успіх виборола в головній ролі у фільмі «Пляж» у 2000 році.
Знімається як в легких комедіях, так і мелодрамах, як у французьких режисерів, так і у американських.

## Відзнаки
- 1993  — за роль Саманти в фільмі Елі Шуракі «Свято» отримала номінацію на премію «Сезар» у категорії «акторка-надія», яку так і не отримала.
- 1998  — відзнака за найкращу жіночу роль на кінофестивалі в Парижі за фільм «Жана та гарний хлопець».
- 1999  — складає рекламний контракт, ставши обличчям марки косметичних засобів Лореаль Париж.

## Фільмографія
| Рік       | Назва українською                       | Назва французькою                          | роль                |
| --------- | --------------------------------------- | ------------------------------------------ | ------------------- |
| 2019      | Поліна і таємниця кіностудії            | Polina et le mystère d'un studio de cinéma | мати                |
| 2011      | Прощавай, моя королево                  | Les adieux à la reine …                    | Габріель            |
| 2011      | Тринадцятий (серіал)                    | XIII: The Series …                         | Ірина               |
| 2010      | Все, що блищить                         | Tout ce qui brille …                       | Агата               |
| 2009      | Армія злочинців                         | L'armée du crime …                         | Мелін               |
| 2008      | Зануда                                  | L'emmerdeur …                              | Луїза               |
| 2008      | Кожен хоче любити                       | Mes amis, mes amours …                     | Одрі                |
| 2007      | Давай поцілуємося                       | Un baiser s'il vous plaît …                | Джудіт              |
| 2006      | Холі                                    | Holly …                                    | Марі                |
| 2006      | Ліс тіней                               | Bosque de sombras …                        | Люсі                |
| 2006      | Дублер                                  | La doublure …                              | Емелі               |
| 2005      | Сен-Жермен-де-Пре (ТВ)                  | Saint-Germain-des-Prés                     |                     |
| 2004      | Сент Анж                                | Saint Ange …                               | Анна                |
| 2003      | Бон вояж!                               | Bon voyage …                               | Каміла              |
| 2003      | Хто уколошкав Памелу?                   | Mais qui a tué Pamela Rose? …              | покоївка            |
| 2001      | 8 жінок                                 | 8 femmes …                                 | Сюзан               |
| 2001      | Кохання                                 | De l'amour …                               | Марія               |
| 2000      | Знедолені (міні-серіал)                 | Les misérables                             | Козетта             |
| 2000      | Пляж                                    | The Beach ...                              | Франсуаза           |
| 1998      | У саме серце                            | En plein coeur …                           | Сесіль              |
| 1998      | Кінець серпня, початок вересня          | Fin août, début septembre                  | … Анна              |
| 1998      | Донька солдата ніколи не плаче          | A Soldier's Daughter Never Cries …         |                     |
| 1998      | Жанні і гарний хлопець                  | Jeanne et le garçon formidable …           | Жанна               |
| 1997      | Маріана                                 | Marianne …                                 | Маріана             |
| 1997      | Героїн                                  | Héroïnes …                                 | Джоана              |
| 1996      | Маджонг                                 | Ma jiang …                                 | Марта               |
| 1995 — …  | Великі письменники (серіал)             | Un siècle d'écrivains … Récitante          | оповідачка, озвучка |
| 1995      | Церемонія злочину                       | La Cérémonie …                             | Мелінда             |
| 1995      | Одинока дівчина                         | La fille seule …                           | Валері              |
| 1994      | Холодна війна                           | L'eau froide …                             | Крістін             |
| 1994      | Приємне запаморочення                   | La folie douce …                           |                     |
| 1993      | Свято                                   | Les marmottes …                            | Саманта             |
| 1991      | Викрадач дітей                          | Le voleur d'enfants …                      | Габріель            |
| 1991      | Міма                                    | Mima …                                     | Міма                |
| 1987      | Походеньки молодого Дон Жуана           | Les exploits d'un jeune Don Juan …         | Берта               |
| 2004 — …  | Великий журнал Каналу + (серіал)        | Le grand journal de Canal+ …               | грає саму себе      |
| 1993-2009 | Пізня ніч з Конаном О'Брайеном (серіал) | Late Night with Conan O'Brien …            | грає саму себе      |
| 1992      | Завтрашні новини (серіал)               | Nyhetsmorgon …                             | грає саму себе      |
| 1976      | Ніч Сезара (серіал)                     | La nuit des Césars …                       | грає саму себе      |